# MTV Nederland
MTV Nederland is de Nederlandse versie van zender MTV. 
MTV is een jongerenkanaal dat via verschillende platformen de jongerencultuur belicht. Het analoge kanaal MTV biedt series en muziek. Op de digitale kanalen MTV Hits, MTV Live, MTV 80s, MTV 90s, MTV 00s en Club MTV is 24 uur per dag muziek te zien. Op de website www.mtv.nl zijn MTV shows en de laatste muziekvideo's online te bekijken. 

## Geschiedenis
Op 1 augustus 1981 werd MTV gelanceerd in Amerika. Vanaf 1 augustus 1987 werd in Nederland MTV Europe uitgezonden. Alle programma's werden door videojockeys uit verschillende Europese landen gepresenteerd in het Engels.
In september 2000 vond de lancering van MTV Nederland plaats. Vanaf nu waren reclames gericht op Nederland en werden programma's ondertiteld. Enkele programma's werden gepresenteerd door de Nederlandse Romeo Egbeama en Fleur van der Kieft. Verder kon de zender nu een eigen koers varen en in Nederland populaire muziek draaien.
MTV Nederland was ook een tijd te zien in Vlaanderen, namelijk tussen 20u00 en 05u00 op het kanaal van Nickelodeon. MTV Vlaanderen was enigerwijs een aparte zender met een eigen programmering. Per 1 januari 2022 is MTV Vlaanderen opgegeven en vervangen door MTV Nederland.
Per 1 januari 2022 werkt MTV Nederland met een uitzendlicentie uit Tsjechië. Daarvoor gebruikte de zender een Nederlandse uitzendlicentie. De uitzendstraat zit echter in Amsterdam-Noord.
MTV Nederland is onderdeel van Paramount Global.

## Programma's

### Huidige programmering
- 16 and Pregnant
- America's Best Dance Crew
- Blue Mountain State
- Brand New Chart
- Cat Fish
- Degrassi The Next Generation
- Geordie Shore
- Ex on the Beach: Double Dutch
- Hollywood Heights
- Jackass
- Jersey Shore
- Jessica Simpsons's The Price of Beauty
- Made
- My Life As Liz
- Plaine Jane
- Skins
- Teen Mom
- The City
- The Hard Times of RJ Berger
- The Hills
- The Pauly D Project
- When I Was 17
- The Valleys
- Pimp My Ride
- Ex on the Beach
- just tattoo of us Benelux
- RuPaul's Drag Race

## MTV vj's
- Katja Schuurman (1997-1999) (MTV Europe)
- Romeo Egbeama (2000-2002)
- Fleur van der Kieft (2000-2002)
- Daphne Bunskoek (2002)
- Erik de Zwart (2002-2003)
- Georgina Kwakye (2002)
- Jeroen Nieuwenhuize (2002-2003)
- Johnny de Mol (2002-2003)
- Kristina Bozilovic (2002-2003)
- Mental Theo (2002-2003)
- Seth Kamphuijs (2002-2005)
- Tooske Breugem (2002)
- Barbara Karel (2002-2006)
- Sander Lantinga (2002-2004)
- Sylvie Meis (2003)
- Leena Jaarsveld (2004)
- Dennis Weening (2005-2008)
- Evelien Bosch (2005-2007)
- Otto-Jan Ham (2006-2008)
- Tess Milne (2011-2012)
- Nadia Palesa (2010-2012)
- Kay Nambiar (2014-2020)
- Rijk Hofman (2017-2020)